# Pierre Justin Marchand de Villionne
Pour les articles homonymes, voir Marchand.
Pierre Justin Marchand de Villionne, né le 30 mai 1740 à Fontainebleau (Seine-et-Marne), mort le 29 juin 1813 à La Chapelle (Seine-et-Marne), est un général de brigade de la Révolution française.

## États de service
Il entre en service le 26 janvier 1759, comme 2e lieutenant des grenadiers postiches dans le régiment de Brûlart, il passe lieutenant le 1er octobre 1763, au régiment des recrues de Sens, et il est reçoit son brevet de capitaine le 30 octobre 1769.
Le 2 novembre 1769, il est chargé d’une mission secrète sur l’île Boubon. Embarqué le 28 décembre 1769, il est de retour à Brest le 13 mai 1773. Le 28 juillet 1773, il est attaché aux troupes légères, et le 14 avril 1779, il est affecté au 1er régiment de chasseurs. Le 21 août 1784, il devient major au 4e régiment de chasseurs, puis du 9e régiment de chasseurs le 1er mai 1788. Le 1er avril 1790, il reçoit ses épaulettes de chef de brigade au 9e régiment d’infanterie légère.
Affecté à l’armée de la Moselle, il est nommé colonel le 5 février 1792, au 55e régiment d’infanterie de ligne, et il est promu général de brigade le 8 mars 1793. Il est suspendu de ses fonctions par les représentants auprès de l’armée de la Moselle le 4 octobre 1793, et il est autorisé à prendre sa retraite le 29 novembre 1794. Il est admis à la retraite le 8 février 1795, avec le grade de chef de brigade. 
Il meurt le 29 juin 1813, à La Chapelle.

## Sources
- (en) « Generals Who Served in the French Army during the Period 1789 - 1814: Eberle to Exelmans »
- (pl) « Napoléon.org.pl »
- Étienne Charavay, Correspondance générale de Carnot, tome 3, imprimerie Nationale, 1897, p. 144.